# Zigrasimecia tonsora
Zigrasimecia tonsora (лат.) — ископаемый вид муравьёв рода Zigrasimecia из  подсемейства Zigrasimeciinae (ранее в Sphecomyrminae). Обнаружен в бирманском янтаре мелового периода (штат Качин, около Мьичина, север Мьянмы, юго-восточная Азия), возрастом около 100 млн лет.

## Описание
Отличаются необычным строением широкого клипеуса, покрытого по переднему краю примерно 30 зубчиками (широких с закруглёнными вершинами). Под ним расположен сходный субклипеальный ряд из 15 зубчиков (над ротовым отверстием). Общая предполагаемая длина муравья около 3 мм. Усики 12-члениковые (длина 1,42 мм), скапус относительно очень короткий (длина 0,22 мм). Нижнечелюстные щупики состоят из 5 сегментов. Голова широкая и слегка сплюснутая (ширина — 0,76 мм), длина груди 1,4 мм. Жвалы короткие с двумя зубцами и многочисленными шиповидными сетами. Глаза расположены в задней половине головы, мелкие (их длина 0,21 мм, ширина — 0,13 мм). Оцеллии крупные (диаметром около 0,06).
В 2014 году был описан второй вид рода: Zigrasimecia ferox Perrichot, 2014 †.

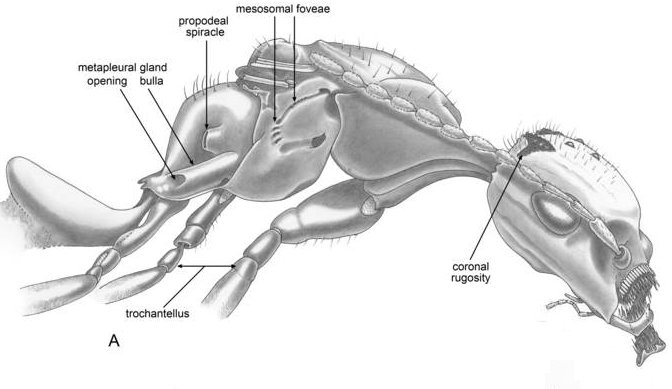
Вид сбоку
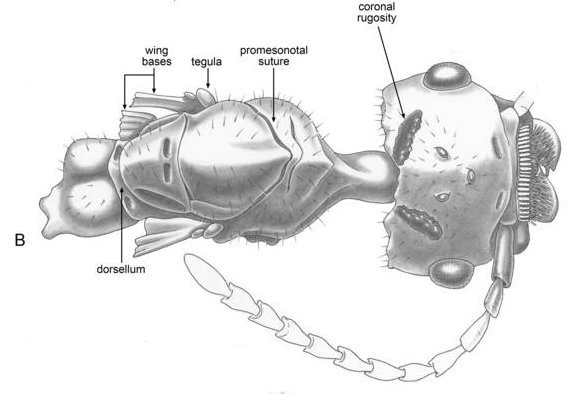
Вид сверху
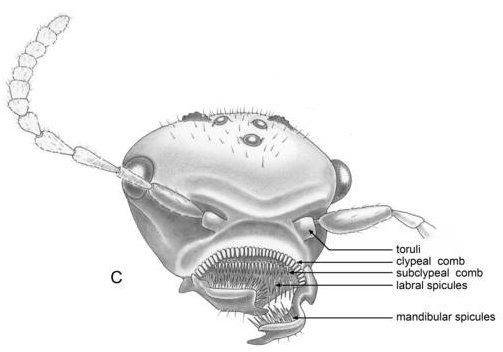
Голова спереди
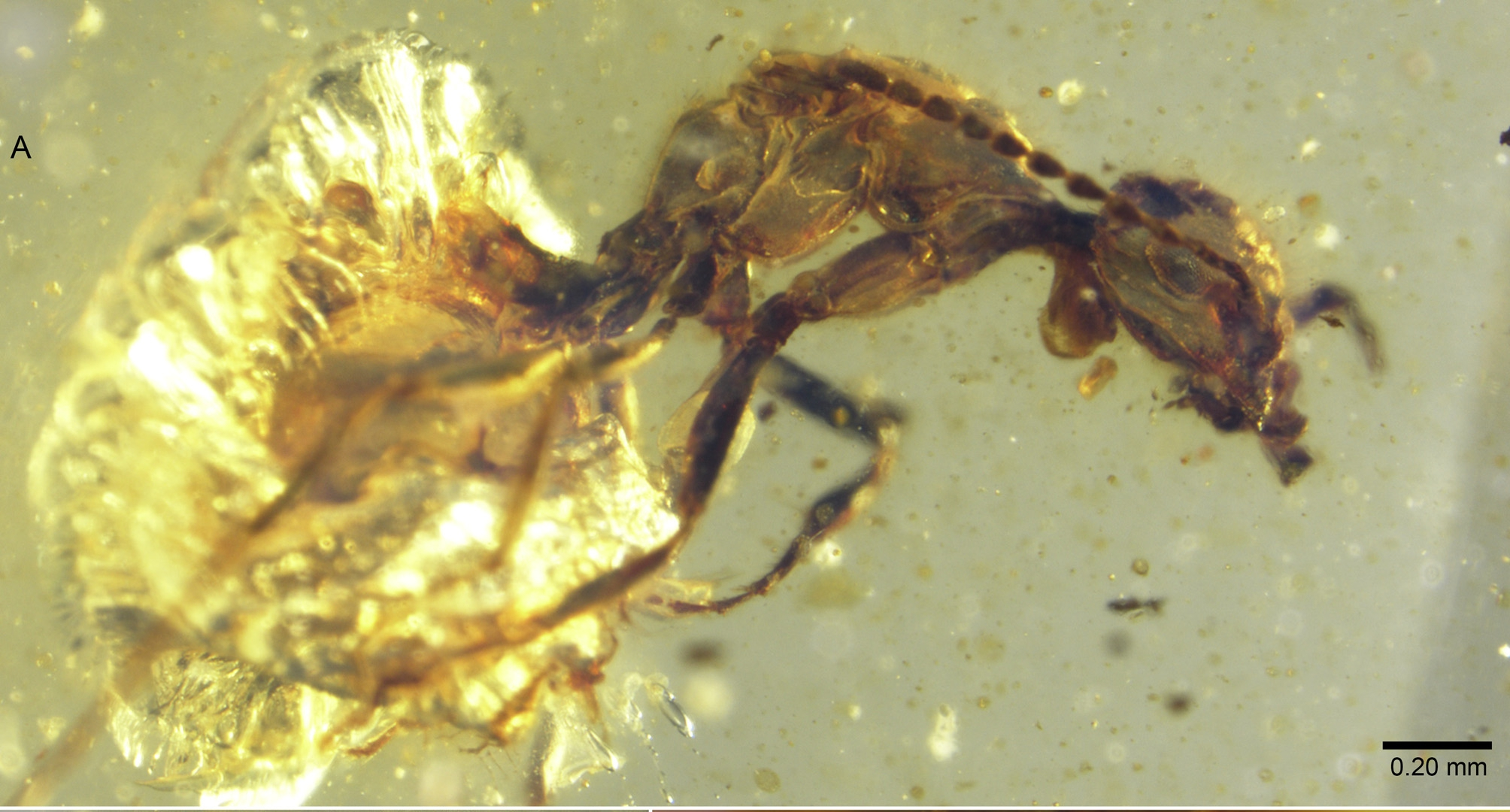
Zigrasimecia tonsora в янтаре

## Этимология
Род был описан в 2013 году американскими энтомологами Филлипом Барденом (Phillip Barden) и Дэвидом Гримальди (David Grimaldi, American Museum of Natural History, Нью-Йорк) и назван в честь Джеймса Зиграса (Mr. James Zigras), предоставившего этот и другие ценные образцы янтаря.